# アトロキラプトル
アトロキラプトル（学名：Atrociraptor、「野蛮な泥棒」の意）は、カナダのアルバータ州に分布する上部白亜系マーストリヒチアン階から化石が産出した、ドロマエオサウルス科サウロルニトレステス亜科に属する獣脚類の恐竜の属。

## 特徴
アトロキラプトルのホロタイプ標本 RTMP 95.166.1 は1995年にウェイン・マーシャルがドラムヘラー付近にて、アルバートサウルスのボーンベッドを含むホースシューキャニオン累層で発見した。当該のボーンベッドはホースシューキャニオン累層のUnit 4の最上部に位置しており、約6850万年前の層であった。ホロタイプ標本を構成する部位は上下の顎の一部（両前上顎骨・右上顎骨・両歯骨）と歯および数多くの断片である。頭蓋骨は前後に短く背腹に高い。歯は比較的真っ直ぐだが、歯槽から顎のラインに対して斜めに出ているため、強く湾曲した歯列をなす。かつてサウロルニトレステスに割り当てられていた単離した歯もホースシューキャニオン累層から数多く産出している。

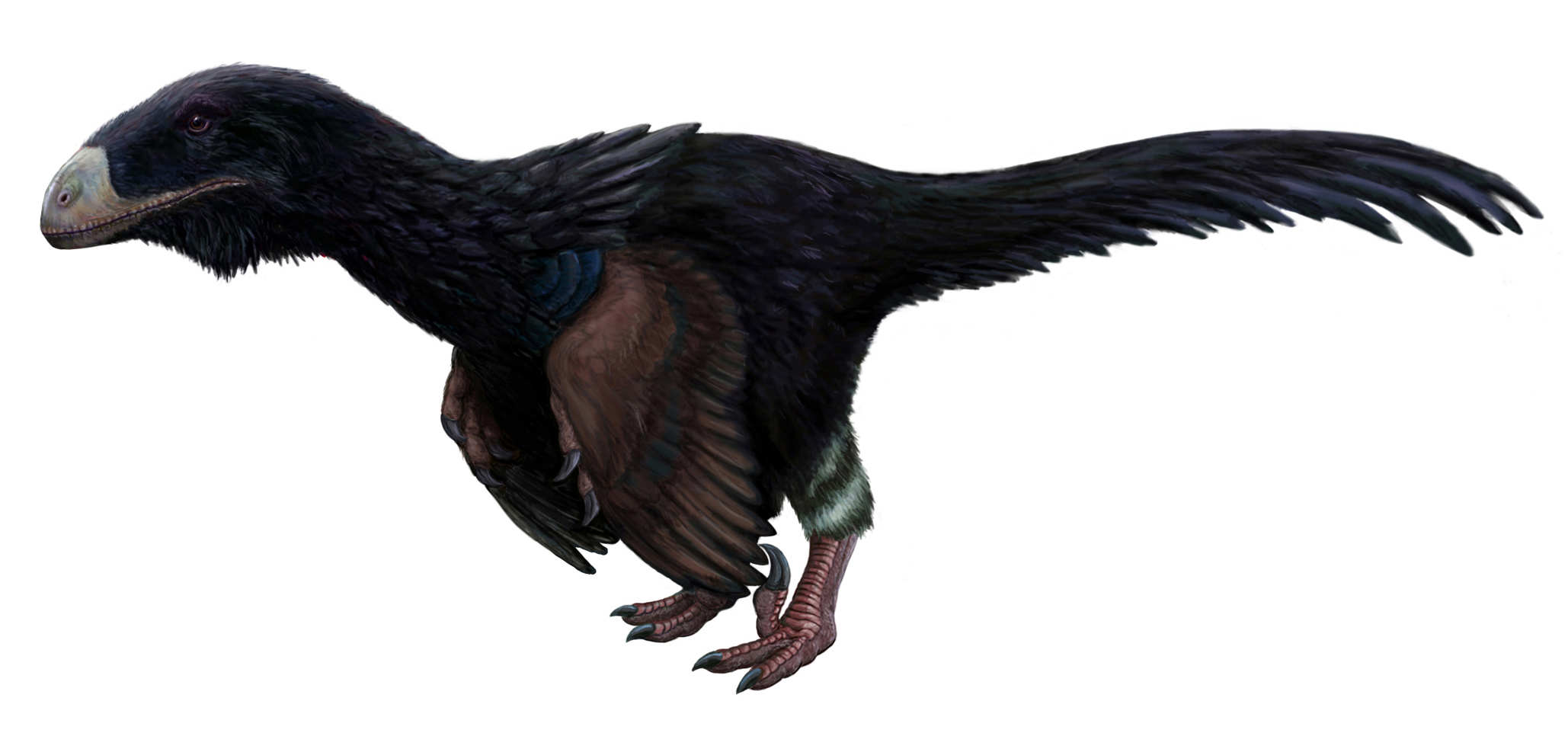
復元図

2004年にフィリップ・J・カリーとDavid Varricchioはアトロキラプトルのタイプ種Atrociraptor marshalli を記載・命名した。属名はラテン語で「野蛮な」を意味するatrox、および「泥棒」を意味する raptor に由来する。種小名は発見者のマーシャルへの献名である。2010年にグレゴリー・ポールはアトロキラプトルを全長2メートル、体重15キログラムと推定した。
アトロキラプトルは記載者によりドロマエオサウルス科のヴェロキラプトル亜科に分類された。しかし2009年にカリーが発表した系統解析結果では、アトロキラプトルはサウロルニトレステス亜科のメンバーに位置付けられた。2022年の研究と解析では、アトロキラプトルとアケロラプトルを共にサウロルニトレステス亜科に分類することが支持された。羽毛恐竜だったといわれている。

## 大衆文化
ジュラシック・ワールド：新たなる支配者では遺伝子操作された動物兵器のような形で登場した。作中ではゴースト、パンテーラ、レッド、タイガーの四体が羽毛のない、やや実際より大きい姿の描写がされている。